# نشان سی‌ای

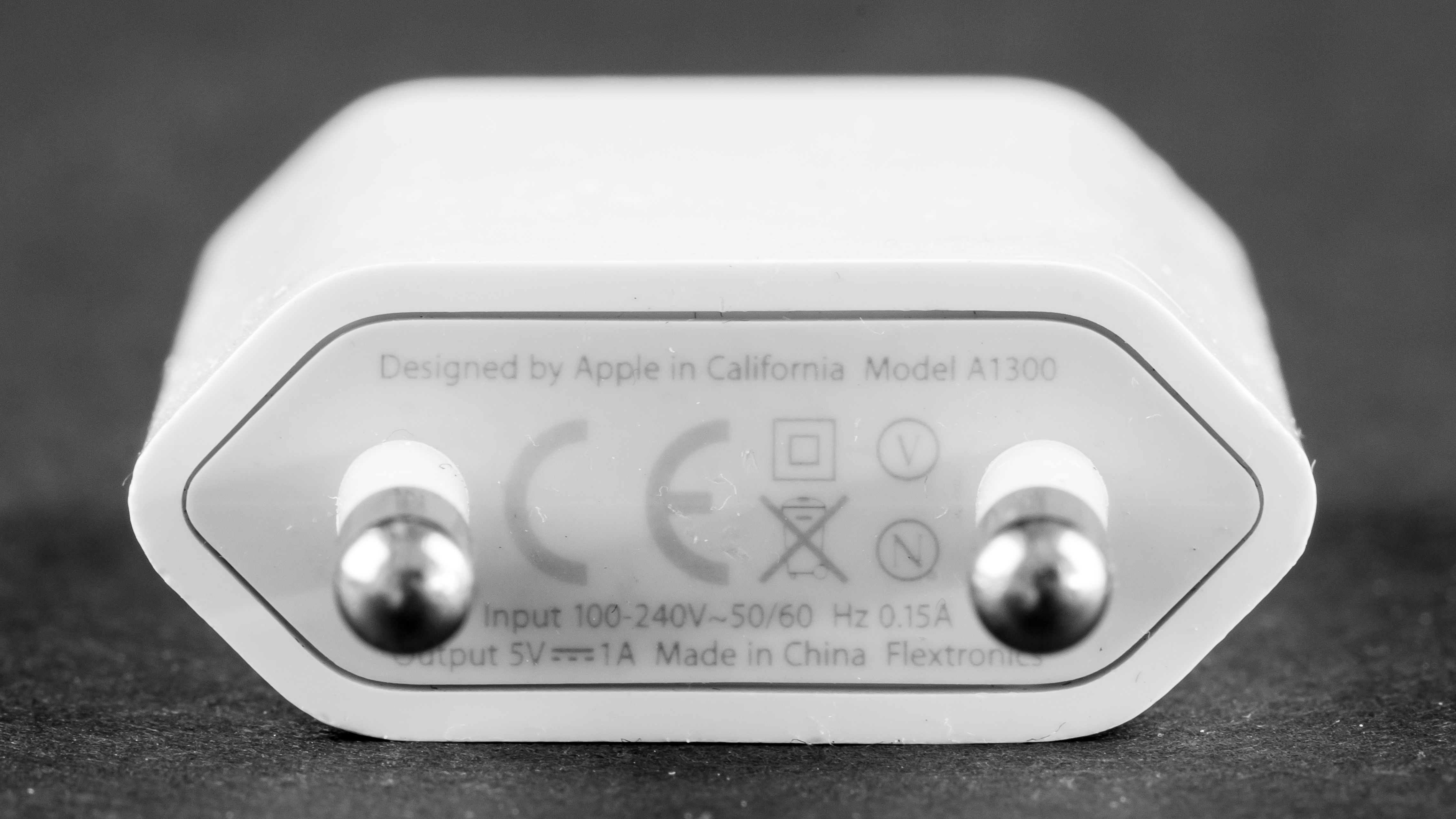
یک شارژر گوشی با نشان CE

نشان سی‌ای (به انگلیسی: CE marking) یک نشان اجرایی است که نشانگر انطباق با استانداردهای بهداشت، ایمنی و حفاظت از محیط زیست، برای محصولات فروخته شده در منطقه اقتصادی اروپا (EEA) است. (این نشان یک شاخص کیفیت یا یک علامت صدور گواهینامه نیست.) نشان CE همچنین در محصولات فروخته شده در خارج از منطقه اقتصادی اروپا که با استانداردهای EEA تولید شده‌اند نیز یافت می‌شود. این امر باعث می‌شود که نشان CE حتی برای افرادی که با منطقه اقتصادی اروپا آشنا نیستند در سراسر جهان قابل تشخیص باشد. از این لحاظ مانند نشان FCC است که برای انطباق برای فروش برخی از وسایل الکترونیکی در ایالات متحده استفاده می‌شود.
نشان CE اعلامیه سازنده است که این محصول مطابق با استانداردهای اتحادیه اروپا برای بهداشت، ایمنی و حفاظت از محیط زیست است.
CE گاهی اوقات به عنوان کوتاه‌شدهٔ عبارت Conformité Européenne (فرانسوی عبارت «مطابقت اروپایی») مشخص شده‌است؛ اما در قوانین مربوطه به این صورت تعریف نشده‌است. مارک CE نشان می‌دهد که این محصول بدون در نظر گرفتن کشور مبدأ، می‌تواند آزادانه در هر بخشی از منطقه اقتصادی اروپا به فروش برسد.

## تفاوت بین نشان‌های S و CE
نشان S یک نشان اختیاری و نشانگر کیفیت است و نشان می‌دهد که اینترتک به عنوان یک آزمایشگاه مستقل و معتبر، محصول را آزمون نموده و تأیید می‌کند که الزامات ایمنی ذی‌ربط را پاسخگوست؛ و از آن طرف، نشان CE یک خود اظهاری از جانب تولیدکننده یا واردکننده (اگر تولیدکننده در خارج از اروپا قرار داشته باشد) است مبنی بر اینکه محصول مورد نظر، الزامات اروپا را برآورده می‌کند. اگر قرار باشد محصول را در اروپا بفروشند در آن صورت باید اجباراً نشان CE را بگیرد. با این وجود، در اغلب موارد محصولی که نشان CE دارد لازم نیست که توسط یک طرف سوم تحت آزمون قرار گیرد.

## سوءاستفاده از CE

تفاوت بین لوگوی CE و نشان ساختگی «صادرات چین »

برخی از تولیدکنندگان چینی از نشانی بسیار شبیه به CE برای محصولات خود استفاده می‌کنند که کوتاه‌شدهٔ «China Export» به معنای «صادرات چین» است. با این حال کمیسیون اروپا می‌گوید این تصور غلط است و اعلام کرده که از وجود نشان «صادرات چین» آگاهی نداشته‌است. به نظر این کمیسیون، کاربرد اشتباه نشان CE و دستکاری در این نشان دو مقولهٔ جدا از هم‌اند. کمیسیون اروپا قصد دارد CE را به یک نشان تجاری تبدیل کند و با مقامات چینی برای اطمینان از مطابقت کالاهای ساخت این کشور با استانداردهای اروپایی به مذاکره بنشیند.
در ایران برخی افراد اقدام به صدور گواهینامه CE نامعتبر می‌نمایند و گاهی ادعاهایی مانند گواهی انطباق و اعتبار در حوزه خلیج فارس مطرح می‌شود. گواهینامه CE بسته به Module ممکن است اظهارنامه انطباق یا Type Examination و هر مورد دیگری باشد.